# Antherospora vindobonensis
Antherospora vindobonensis är en svampart som beskrevs av R. Bauer, M. Lutz, Begerow, Piatek & Vánky 2008. Antherospora vindobonensis ingår i släktet Antherospora och familjen Floromycetaceae.   Inga underarter finns listade i Catalogue of Life.